# Plassendale
Plassendale is een Belgisch gehucht op de noordoostelijke grens van Oudenburg en Zandvoorde, dat bij de stad Oostende behoort. Het ligt op de plaats waar het kanaal Plassendale-Nieuwpoort aansluit op het kanaal Brugge-Oostende. Het is vooral bekend om zijn beschermde, pittoreske oude sluizen die nog met de hand opengedraaid moeten worden. Volgens Meulemeester (2000) kan kan de benaming Plassendale etymologisch worden uitgelegd als een laag gelegen moerassige plaats. Het is tevens de naam van een industriezone tussen Oostende en Plassendale aan het kanaal Brugge-Oostende. Dit gebied, gelegen in de achterhaven van Oostende en beheerd door Plassendale NV, heeft een oppervlakte van ongeveer 150 hectare. Het wordt doorkruist door de spoorweg Oostende-Brussel (1838) en de autosnelweg A10 (1956). Hier zijn onder meer bedrijven op het gebied van transport, constructie en chemische productie (Union Chimique Belge) gevestigd.

## Huidige situatie
De omgeving van het sluizencomplex is sinds 11 februari 1997 beschermd als dorpsgezicht, omdat de site getuigt van een maatschappelijke ontwikkeling of gebeurtenis uit het verleden van de mens en een ambachtelijk of industrieel verleden. Om diezelfde redenen werd het sluizencomplex an sich gelijktijdig geklasseerd als beschermd monument. In het begin van de 21ste eeuw werd in opdracht van de Vlaamse Bouwmeester een volledige studieopdracht voor een bezoekerscentrum aan het sluiscomplex te Plassendale gelanceerd. Het bezoekerscentrum wou men onderbrengen in een dienstgebouw, dat daartoe aangepast en uitgebreid moest worden. Het toewijzen van opdracht aan de ontwerpers zou gebeuren op 1 januari 2002, de ingebruikname op 1 jan 2003. Deze studieopdracht werd echter geannuleerd.
In 2012 was er reeds reeds sprake van een jachthaven in Plassendale voor meer dan zestig pleziervaartuigen. Tussen restaurant Plassendale en het gebouw voor de sluisbediening zou hiervoor grond worden uitgegraven. De kosten werden geraamd op 3,3 miljoen euro. Deze plannen werden echter geannuleerd. In maart 2021 werkte het Oudenburgse stadsbestuur samen met De Vlaamse Waterweg een gemeentelijk aanmeerplan uit. Hierdoor werden verschillende aanmeerplaatsen gecreëerd voor recreatieve scheepvaart. Het huidige aanmeerplan biedt in Plassendale vaste ligplaatsen voor drie vaartuigen: een woonboot, een socio-culturele boot (Museumschip Tordino) en een schip met economische activiteit (Le Fabuleux Destin). In het voorjaar van 2022 werd aangekondigd dat de Vlaamse overheid 850.000 euro vrijmaakt voor het vervangen van de houten sluisdeuren en de scharnieren van de sluis.

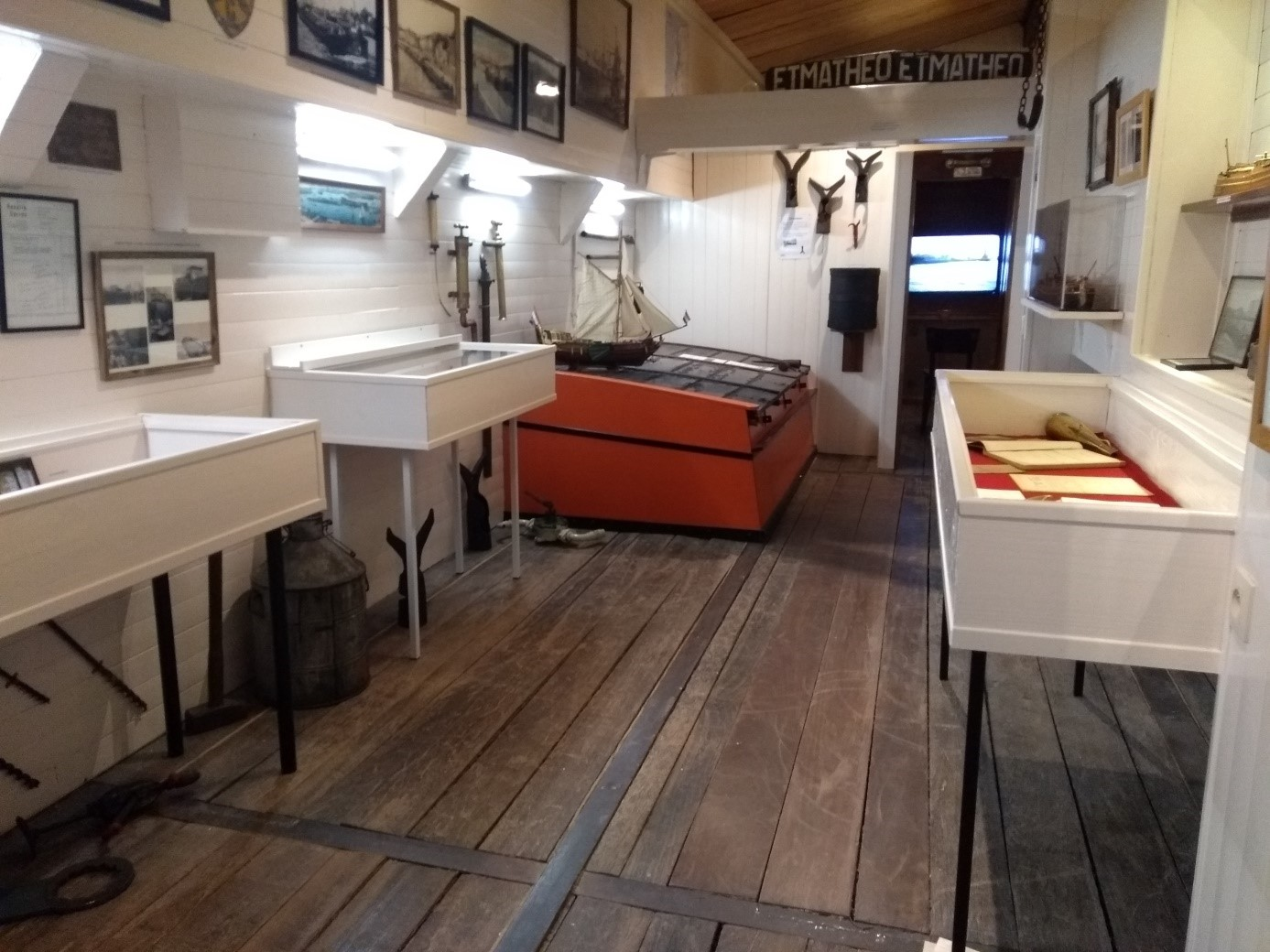
Museumschip Tordino
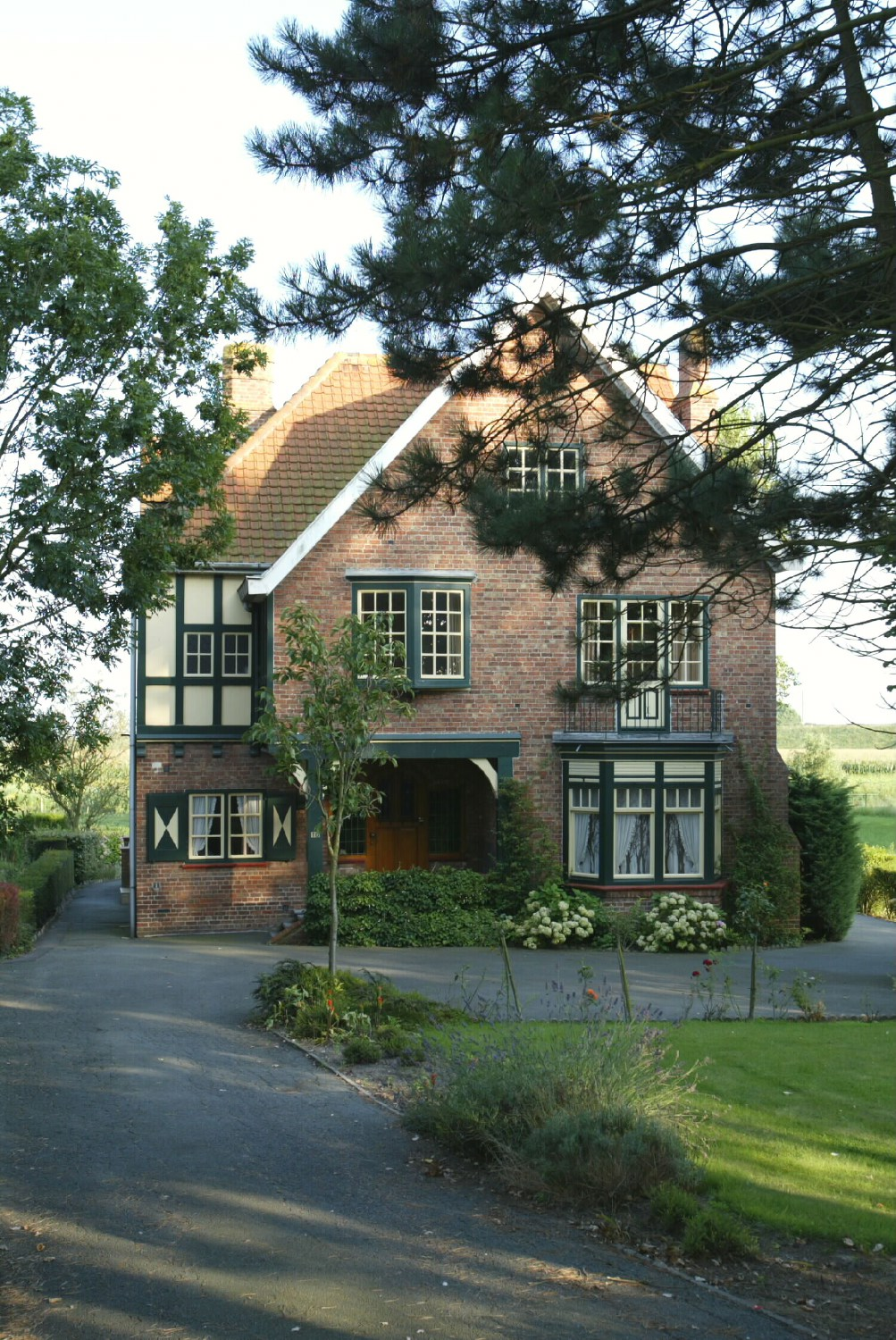
Villa Sas (2002)
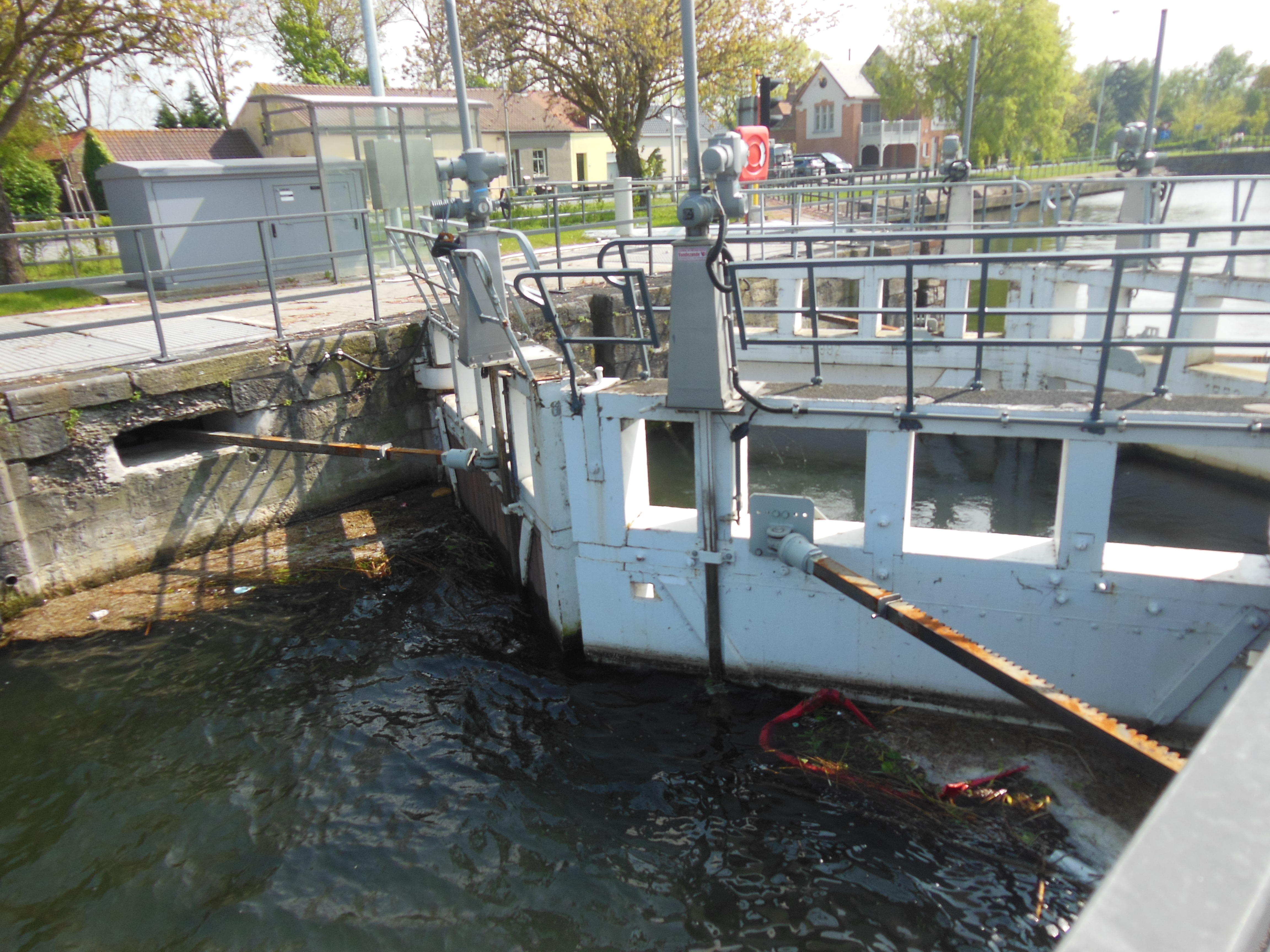
Sluisdeuren te Plassendale (2017)
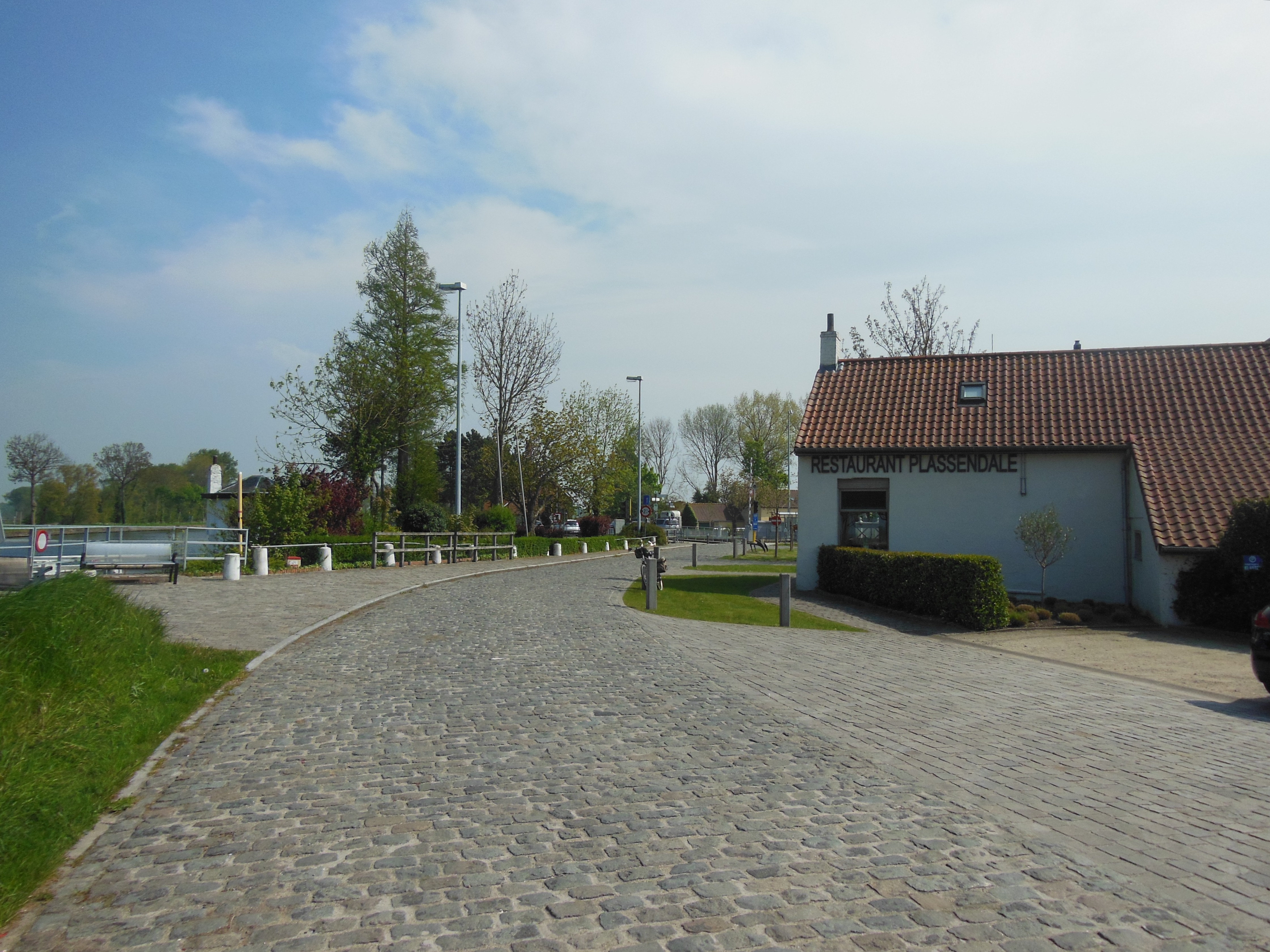
Restaurant Plassendale
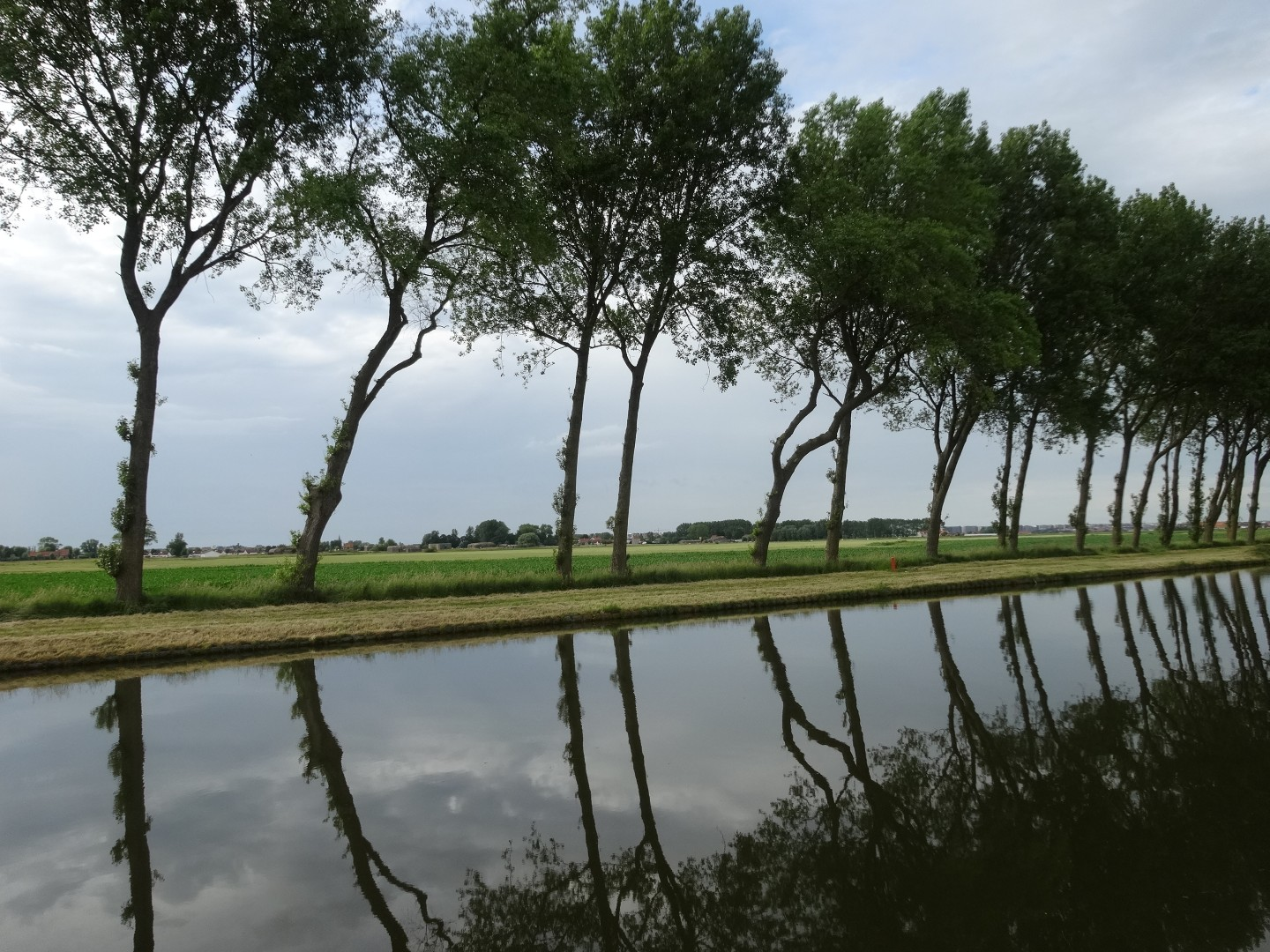
Landschap langsheen het kanaal Nieuwpoort-Plassendale

## Geschiedenis
De verzanding van het Zwin en politieke en economische motieven, nopen de stad Brugge er vanaf de 13de eeuw toe inspanningen te leveren om de verbinding van Brugge met zee in stand te houden. Het Ieperlee, vaarweg van Brugge naar Nieuwpoort, IJzer en Ieper, over Oudenburg en de Oostendse geulen ter hoogte van Snaaskerke, wordt beter bevaarbaar gemaakt. Ter hoogte van Plassendale ligt op de verbinding met Oostende een afdamming met een “overdracht” of “overtoom” voor de scheepvaart van en naar Oostende. Aan de overdracht worden schepen door een takelsysteem van het ene in het andere vaarwater gehesen of worden goederen overgeladen, van kleine platte boten die tussen Oostende en Plassendale varen, naar grotere schepen.

### Vesting
Na de uitbouw vanaf 1572 van Oostende tot bolwerk van de Geuzen wordt de overdracht onderdeel van de “Sterckte van Plasschendaele”. Dit fort wordt door de Spaanse bezetter ca. 1584-1585 gebouwd op de rechteroever van de overdracht, om het hinterland en de scheepvaart te beschermen tegen uitvallen en rooftochten van de opstandige Oostendenaren en Engelse soldaten. In 1623 wordt de oude overdracht aan Plassendale opgeruimd en definitief vervangen door een zeesluis met speihuis (al vernoemd in een ommeloper in 1617) om het waterpeil tot in Brugge te regelen. Haaks op deze sluis wordt een tweede sluis aangelegd voor de geplande verbinding met Nieuwpoort (België), die pas in 1638-1641 gedeeltelijk in de bedding van het Ieperlee wordt gegraven. In 1647 wordt Plassendale op de linkeroever uitgebreid met lunetten en versterkingswerken. Op de linkeroever/westzijde van het fort groeit Plassendale uit tot een gehucht met residerend garnizoen, huizen voor sluiswachter en knechten, een omwalde brouwerij en bidplaats. Een jaar later, op 15 mei 1648, wordt met de Vrede van Munster het einde van de tachtigjarige Oorlog betekend. In 1675 worden de oudste delen van het fort van Plassendale op de rechteroever gesloopt. Op 1 maart 1782 worden de gronden van het fort in verschillende percelen verkocht op voorwaarde dat de restanten van het fort zouden worden afgebroken. Het dossier van de verkoop wordt bewaard in het Rijksarchief in Brussel.

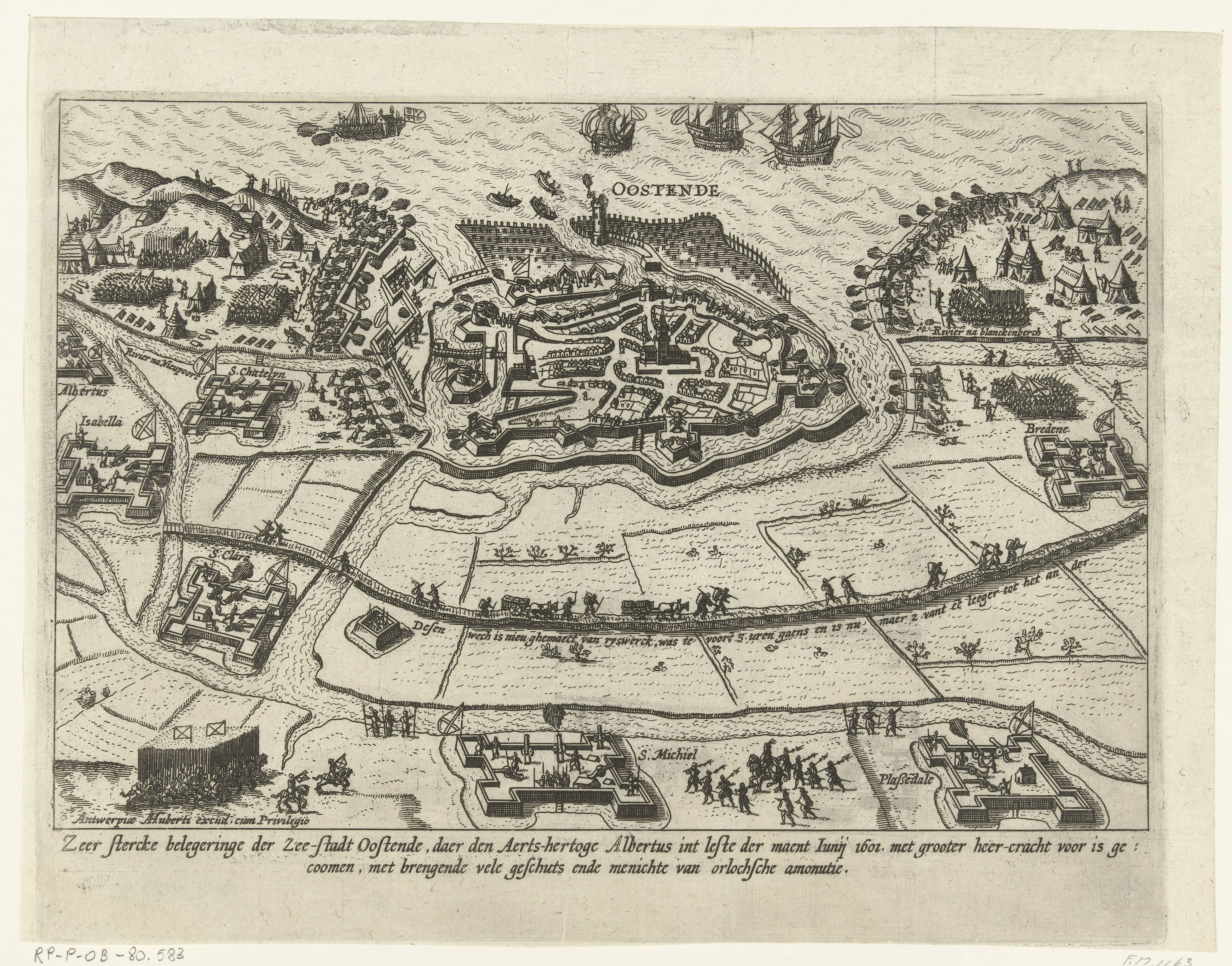
Beleg van Oostende, 1601-1604
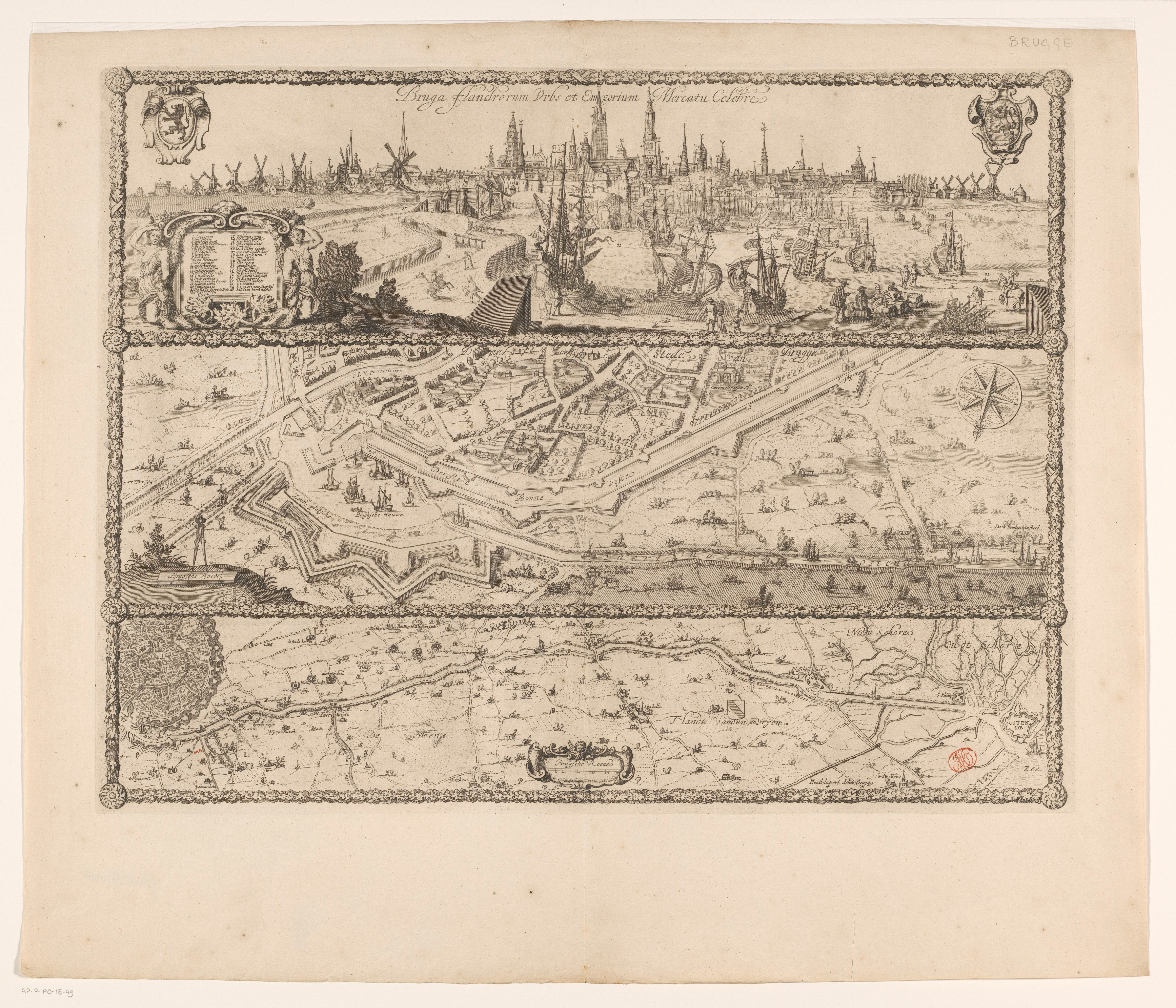
Drieluik van de haven van Brugge (ca. 1665)
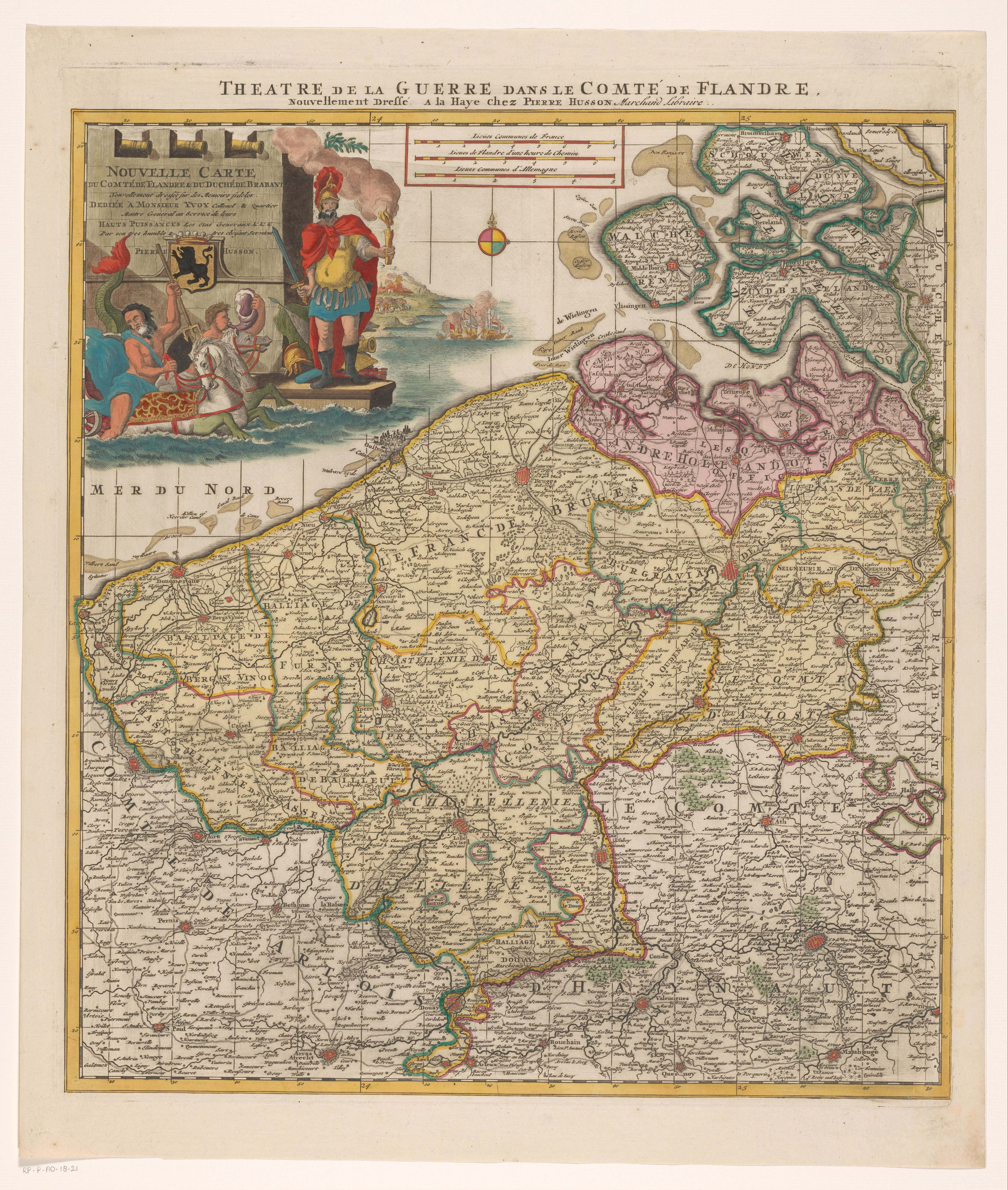
Kaart van het graafschap Vlaanderen (1706-1733)

Het belang van deze strategische locatie nabij de historische vestingstad Oostende, op het kruispunt van de kanalen naar Brugge en Nieuwpoort worden geïllustreerd door de vele militaire overnames van het fort tijdens de tachtigjarige oorlog. Zo wordt het op 14 december 1593 vanuit Oostende overrompeld, maar door het invallen van de winter kan Edward Norris, Gouverneur van Oostende en Engels legerleider in opdracht van de Staten Generaal, niet verder doorbreken. Het verlies van Plassendale is maar van korte duur. Op 27 juni 1600 komt het fort van Plassendale in handen van prins Maurits van Nassau. Al op 1 juli neemt de Spaanse don Luis de Velasco het fort terug in. Vijf dagen later vindt de Slag bij Nieuwpoort plaats. In het voorjaar van 2022 werden in het Spaans Tolhuis inscripties ontdekt uit de tijd van de Spaanse Successieoorlog, tussen 1701 en 1713. De vondst zat onder enkele afgebladderde verflagen. De archeologische vondsten dateren van 1706 of de periode rond het tweede beleg van Oostende. Wellicht is dit het werk van enkele soldaten die in het voormalig tolkantoor verbleven.
In 1666 bereikt de pest Oostende. Vanuit Madrid wordt het bevel gegeven Plassendale in te zetten als draaischijf in de scheepvaart. Schepen mogen niet aanleggen of vertrekken vanuit Oostende, wel vanuit Plassendale. Enkel schepen die met een attest kunnen aantonen dat ze vanuit Plassendale komen mogen aanleggen in de havens van het rijk.
Dat Plassendale voorts economisch van belang was kan worden geïllustreerd aan de hand van tollijsten met goederen die over Plassendale verscheept werden: tussen 1 januari en 12 december 1698 passeerden 693 goederenschepen aan Plassendale. Verscheepte producten waren onder meer wijn en brandewijn uit Bordeaux, boter uit Dublin, tarwe, haring en kaas uit Rotterdam, rogge en kaas uit Amsterdam, draperiestof, kalfsvellen, konijnenpels, galnoten, katoen, lijm en boter uit Londen, vijgen en brandewijn uit Duinkerke, wijn uit Calais, lood en tin uit Rouen, oesters uit Engeland, brandewijn en haring uit Oostende, wijn uit Nantes, zout uit Sluis en aardewerk uit Keulen. In een verslag over een visserijdispuut (1776) wordt melding gemaakt van in Plassendaalse magazijnen opgeslagen vis. Wellicht gaat het hier over een opslagplaats in of in de onmiddellijke omgeving van het Tolhuis.

### Trekschuiten
In 1759 pent de Ierse schrijver Thomas Nugent een reisgids, de zogenaamde grand tour neer. Hierbij wordt ook de vesting Plassendale beschreven:

From Ostend there are treck sloots that go everyday to Bruges, Newport, Furnes and Dunkirk; also from Ostend to Sluys and from thence to Middelburg in Zealand. Three miles south of Ostend lies the fortress of Plasschendal, where the canal to Newport falls into that leading from Ostend to Bruges, and consequently commands them both. It is a strong fort and defends an important sluice, through which the shipping pass backwards and forwards.
— Thomas Nugent, The Grand Tour

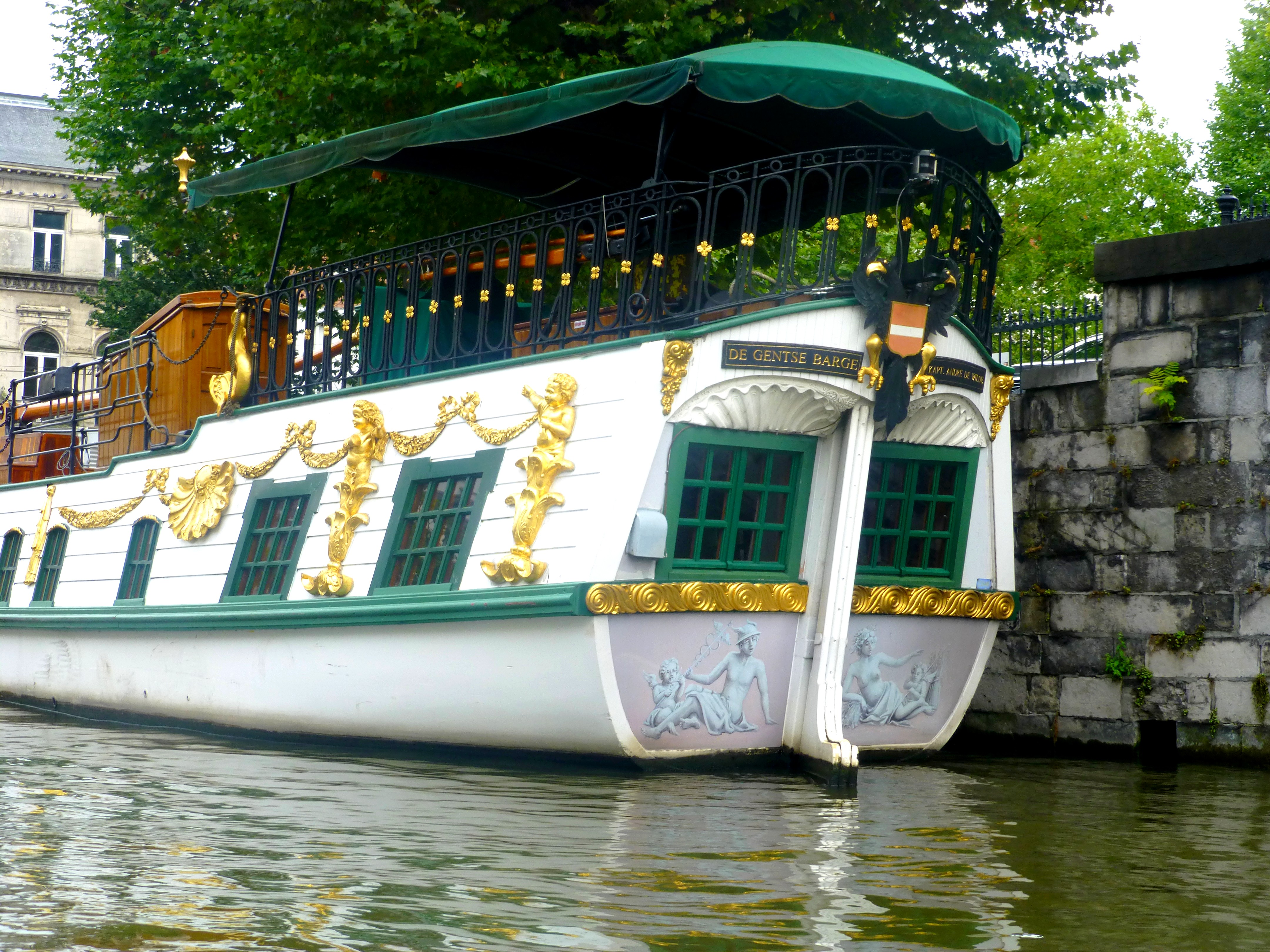
De Gentse Barge, een 21ste-eeuwse reconstructie van een trekschuit gebaseerd op het 'plan voor eene nieuwe bargie om te vaeren van Brugge op Ostende' (1781).

De trekschuiten waarnaar Nungent verwijst naar de barge, een populair transportmiddel in de lage landen tijdens de vroegmoderne tijd. In 1634 werd de Sociëteit van het Nieuw Gedelf opgericht door de steden Brugge, Veurne en Duinkerke. De drie steden sloten een geheim akkoord en verbonden zich ertoe om samen een nieuwe waterweg aan te leggen tussen Brugge en Duinkerke en deze samen te beheren. Eenmaal het nieuwe kanaal voltooid was, organiseerde de Sociëteit vrijwel onmiddellijk een vervoersdienst door vier trekschuiten in te leggen. Twee ervan voeren heen en weer tussen Brugge en Nieuwpoort, de andere twee barges bedienden de lijn Nieuwpoort – Veurne – Duinkerke. Naast de barges, kwamen ook de marktschepen die langs het Nieuw Gedelf voeren, onder het beheer van de Sociëteit. Deze bedienden de markten van onder meer Adinkerke, Gijvelde, Zuidkote, Snaaskerke, Zandvoorde, Slijpe en Oudenburg.
Vanaf 1750, na bijna honderdtwintig jaar samenwerking, begon de interstedelijke verstandhouding barsten te vertonen. Enkele geschillen leidden in 1768, met het afhaken van Brugge, uiteindelijk tot het opdoeken van de Sociëteit van het Nieuw Gedelf. Dit betekende echter niet dat het bargeverkeer stil kwam te liggen. De barges bleven, onder het bestuur van Veurne en Duinkerke, onafgebroken verder varen tot in 1792. De reglementen, dienstroosters en uitbaters werden genoteerd in lokale almanakken.
Tijdens de Franse verovering hield deze dienst even op te bestaand, maar werd gauw weer hersteld. Ook tijdens de Nederlandse periode (1815-1830) bleef de barge varen. De definitieve doodsteek kwam er met de aanleg van de spoorwegen, voor de tweede helft van de negentiende eeuw. Sedert 2021 vaart opnieuw een veerdienst tussen Brugge en Plassendale. Deze kreeg de naam 'Barge Johanna'.

### Sluizencomplex
Na de afbraak van het fort in 1782 en de verkoop van de gronden, wordt de sluis rechts van het Tolhuis afgebroken en vernieuwd in de periode 1783-1790. De plannen houden eveneens een vernieuwd tracé in. De sluis wordt meer naar het noordwesten ingeplant. Het sluizencomplex te Plassendale maakt gebruik van zogeheten schutsluizen, die scheepvaart mogelijk maken tussen de twee kanalen of kanaaldelen met een ongelijk waterpeil. In dit geval het noordoost-zuidwest gerichte kanaal Plassendale-Nieuwpoort en het oost-west gerichte kanaal Brugge-Oostende. Elke sas is voorzien van twee paar eikenhouten puntdeuren met smeedijzeren reling. De bediening van de deuren in Plassendale gebeurt aan de hand van zogeheten kaapstanders (vroeger in hout, tegenwoordig in ijzer).
In 1828 werd de vaart Nieuwpoort-Plassendale gergraven en verbreed, waardoor het sluizencomplex ook moet verbreed worden. Cicra 1850 is het Spaans Tolhuis eigendom van Carolus Vercruysse (schipper aan wal) en zijn echtgenote Marie-Louise Devos. Het gezin verhuist in de tweede helft van de 19de eeuw naar de woning op de hoek aan de nieuwe sluis. De eigendom gaat over op de kinderen Vercruysse-Inghelbrecht en blijft via de tak Das-Soete tot 2017 in eigendom van de familie. De twee woningen blijven tot 2002 verhuurd aan schippers aan wal. In 1860 worden de Plassendalebruggen gebouwd, twee gelijknamige bruggen te Plassendale, een over de Oostendse, de andere over de Nieuwpoortsevaart.
In 1904 wordt op de plaats van het oude sluisbassin, links van het tolhuis, een levertraanfabriek gebouwd.
Dit citaat wordt bevestigd door een in 1960 gepubliceerd onderzoek van J. Pattyn, economisch adviseur van het West-Vlaams economisch studiebureau. Datzelfde onderzoek wijst uit dat slechts 61 reizen werden ondernomen binnen de waterweg, terwijl 4914 reizen dat jaar bedoeld waren voor doorvaart buiten de waterweg. Ook het kanaal Plassendale-Duinkerke was essentieel een doorvaartkanaal, met een afnemend belang. Zo noteerde men in 1968 op een totaal verkeer van 4.477 schepen, slechts 792 geladen schepen met een bestemming gelegen binnen het kanaal. In 1973 telde men slechts 2.352 schepen waarvan 534 geladen schepen met een bestemming binnen het kanaal.
Marcel Degryse getuigt in het programma Iedereen Beroemd (18 november 2020) over zijn carrière als sluismeester (1946-1990):

Vandaag passeert aan Plassendale nog sporadisch een binnenschip, maar in mijn tijd waren dat er soms 1.000 per maand. Er werd vooral kolen, cement, rijnzand en in het seizoen ook suikerbieten vervoerd. Hoe we wisten dat er een schip aankwam? Wel, één kilometer voor de sluis blies de schipper op zijn hoorn: een keer was dat hij naar Oostende moest, twee keer naar Nieuwpoort.
— Marcel Degryse, Iedereen Beroemd